# Мануель дос Сантос
Мануель дос Сантос (фр. Manuel dos Santos, нар. 28 березня 1974, Прая, Кабо-Верде) — французький футболіст, що грав на позиції захисника. Чемпіон Франції, чемпіон Португалії, володар Кубка Інтертото. 
Виступав, зокрема, за клуб «Марсель».

## Ігрова кар'єра
У дорослому футболі дебютував 1994 року виступами за команду клубу «Монако», в якій провів два сезони, взявши участь у 22 матчах чемпіонату. 
Протягом 1997—2000 років захищав кольори команди клубу «Монпельє». За цей час виборов титул володаря Кубка Інтертото.
Своєю грою за останню команду привернув увагу представників тренерського штабу клубу «Марсель», до складу якого приєднався 2000 року. Відіграв за команду з Марселя наступні чотири сезони своєї ігрової кар'єри. Більшість часу, проведеного у складі «Марселя», був основним гравцем захисту команди.
Згодом з 2004 по 2007 рік грав у складі команд клубів «Бенфіка» та «Монако». Протягом цих років додав до переліку своїх трофеїв титул чемпіона Португалії.
Протягом 2007—2009 років виступав у клубі «Страсбур».
Завершив професійну ігрову кар'єру у команді «Рапід Ментон».

## Титули і досягнення
- Чемпіон Франції (1):

«Монако»:  1996-97
- Чемпіон Португалії (1):

«Бенфіка»:  2004-05
- Володар Суперкубка Португалії (1):

«Бенфіка»: 2005
- Володар Кубка Інтертото (1):

«Монпельє»:  1999